# Remsenburg-Speonk
Remsenburg-Speonk és una concentració de població designada pel cens dels Estats Units a l'estat de Nova York. Segons el cens del 2000 tenia 2.675 habitants.

## Demografia
Segons el cens del 2000, Remsenburg-Speonk tenia 2.675 habitants, 960 habitatges, i 697 famílies. La densitat de població era de 173,9 habitants per km².
Dels 960 habitatges en un 35,2% hi vivien nens de menys de 18 anys, en un 61,6% hi vivien parelles casades, en un 6,5% dones solteres, i en un 27,3% no eren unitats familiars. En el 20,4% dels habitatges hi vivien persones soles el 8% de les quals corresponia a persones de 65 anys o més que vivien soles. El nombre mitjà de persones vivint en cada habitatge era de 2,59 i el nombre mitjà de persones que vivien en cada família era de 3,02.
Per edats la població es repartia de la següent manera: un 23,8% tenia menys de 18 anys, un 4,3% entre 18 i 24, un 27,6% entre 25 i 44, un 26,8% de 45 a 60 i un 17,5% 65 anys o més.
L'edat mediana era de 42 anys. Per cada 100 dones de 18 o més anys hi havia 88,7 homes.
La renda mediana per habitatge era de 72.794 $ i la renda mediana per família de 87.315 $. Els homes tenien una renda mediana de 57.292 $ mentre que les dones 40.481 $. La renda per capita de la població era de 35.110 $. Entorn del 2,3% de les famílies i el 4,9% de la població estaven per davall del llindar de pobresa.